# Internazionali Femminili di Palermo 2019
Gli Internazionali Femminili di Palermo 2019, conosciuti anche come Palermo Ladies Open, sono stati un torneo femminile di tennis giocato sulla terra rossa. È stata la 27ª edizione degli Internazionali Femminili di Palermo, che fa parte della categoria International nell'ambito del WTA Tour 2019. Si sono giocati al Country Time Club di Palermo, in Italia, dal 22 al 28 luglio 2019.

## Partecipanti

### Teste di serie
| Nazionalità | Giocatrice          | Ranking* | Testa di serie |
| ----------- | ------------------- | -------- | -------------- |
| Paesi Bassi | Kiki Bertens        | 5        | 1              |
| Francia     | Alizé Cornet        | 48       | 2              |
| Slovacchia  | Viktória Kužmová    | 54       | 3              |
| Slovenia    | Tamara Zidanšek     | 57       | 4              |
| Francia     | Pauline Parmentier  | 75       | 5              |
| Germania    | Laura Siegemund     | 77       | 6              |
| Spagna      | Sara Sorribes Tormo | 87       | 7              |
| Svizzera    | Jil Teichmann       | 90       | 9              |

* Ranking al 15 luglio 2019.

### Altre partecipanti
Le seguenti giocatrici hanno ricevuto una wild card per il tabellone principale:
- Sara Errani
- Giulia Gatto-Monticone
- Martina Trevisan

La seguente giocatrice è entrata in tabellone con il ranking protetto:
- Anna-Lena Friedsam

La seguente giocatrice è entrata in tabellone con il special exempt:
- Martina Di Giuseppe

Le seguenti giocatrici sono passate dalle qualificazioni:

- Gabriela Cé
- Elisabetta Cocciaretto
- Jaimee Fourlis
- Amandine Hesse
- Tereza Mrdeža
- Jessica Pieri

Le seguenti giocatrici sono entrate in tabellone come lucky loser:
- Georgina García Pérez
- Ljudmila Samsonova
- Fanny Stollár

### Ritiri
Prima del torneo
- Timea Bacsinszky → sostituita da  Ljudmila Samsonova
- Mona Barthel → sostituita da  Arantxa Rus
- Aliona Bolsova → sostituita da  Antonia Lottner
- Martina Di Giuseppe → sostituita da  Fanny Stollár
- Julia Görges → sostituita da  Irina-Camelia Begu
- Polona Hercog → sostituita da  Lara Arruabarrena
- Mandy Minella → sostituita da  Natal'ja Vichljanceva
- Karolína Muchová → sostituita da  Paula Badosa Gibert
- Anna Karolína Schmiedlová → sostituita da  Stefanie Vögele
- Natal'ja Vichljanceva → sostituita da  Georgina García Pérez
- Zhang Shuai → sostituita da  Samantha Stosur

Durante il torneo
- Anna-Lena Friedsam
- Antonia Lottner

## Punti e montepremi
| Torneo    | Torneo              | V      | F      | SF    | QF    | 2T    | 1T    | Q  | Q2  | Q1  |
| Singolare | Punti               | 280    | 180    | 110   | 60    | 30    | 1     | 18 | 12  | 1   |
| Singolare | Premi in denaro (€) | 34.677 | 17.258 | 9.274 | 4.980 | 2.742 | 1.694 | –  | 823 | 484 |
| Doppio    | Punti               | 280    | 180    | 110   | 60    | –     | 1     | –  | –   | –   |
| Doppio    | Premi in denaro (€) | 9.919  | 5.161  | 2.770 | 1.468 | –     | 774   | –  | –   | –   |

## Campionesse

### Singolare
Jil Teichmann ha sconfitto in finale  Kiki Bertens con il punteggio di 7–6(3), 6-2.
- È il secondo titolo in carriera e in stagione per Teichmann.

### Doppio
Cornelia Lister /  Renata Voráčová hanno sconfitto in finale  Ekaterine Gorgodze /  Arantxa Rus con il punteggio di 7–6(2), 6-2.